# Die Fahrt nach Hamburg
Die Fahrt nach Hamburg è un cortometraggio muto del 1911 diretto da Joe May qui al suo esordio come regista. May, nel 1909, era diventato ad Amburgo direttore d'opera.

## Produzione
Il film fu prodotto dalla Neues Operetten-Theater, Hamburg.

## Distribuzione
Il film uscì in sala ad Amburgo il 30 settembre 1911 o il 30 novembre 1911.